# Rainisbucht
Die Rainisbucht (indonesisch Teluk Rainis, englisch Rainis Bay) ist eine Bucht an der Ostküste der Insel Karakelong, die nordöstlich von Sulawesi liegt.
Die Bucht öffnet sich nach Osten hin zur Molukkensee, wobei das Nordufer sich weiter nach Osten bis zur Siedlung Tabang hin ausdehnt. Am Ufer der eigentlichen Bucht liegt im Westen das Dorf Bantane und im Süden das Dorf Rainis. Das Verwaltungszentrum von Rainis befindet sich in der Siedlung am Südufer. Die gesamte Küste der Bucht gehört zum Distrikt Rainis.